# Strážník (národní přírodní památka)
Strážník je národní přírodní památka, která bylo vyhlášena za účelem ochrany světoznámého naleziště hvězdovce, unikátní krystalografické formy křemene. Toto území leží v katastru obce Peřimov v Podkrkonoší v okrese Semily. Takzvaná hvězdná paseka, kde se hvězdovce nalézají, se nachází na jihovýchodním úbočí vrchu Strážník (610 m n. m.). Území této památky je v působnosti Správy CHKO Český ráj. Poprvé byla ochrana této lokality vyhlášena v roce 1963. V minulosti bylo naleziště drancováno a dnes se na místě nalézají patrně jen zbytky tohoto vzácného minerálu.

## Lokalita
Území národní přírodní památky Strážník leží v Libereckém kraji, okresu Semily a v katastrálním území obce Peřimov. Nalézá se v nadmořské výšce 555 m až 595 m n. m. na jihovýchodní straně vrchu Strážník (610 m n. m.). Celé území o rozloze 1,885 ha je pokryto lesními porosty (zejména smrkové porosty, místy listnaté prosvětlenější porosty). V bezprostředním okolí, od kterého není chráněné území ohraničeno, se taktéž nachází lesové porosty. Širší okolí, kromě lesů, pokrývají sečené a pasené louky a obhospodařovaná pole.
Tato lokalita je v působnosti CHKO Český ráj. Pro NPP Strážník nebylo ustaveno ochranné pásmo, proto je podle zákona 114/92 Sb. určeno ochranné pásmo 50 m.

## Historie

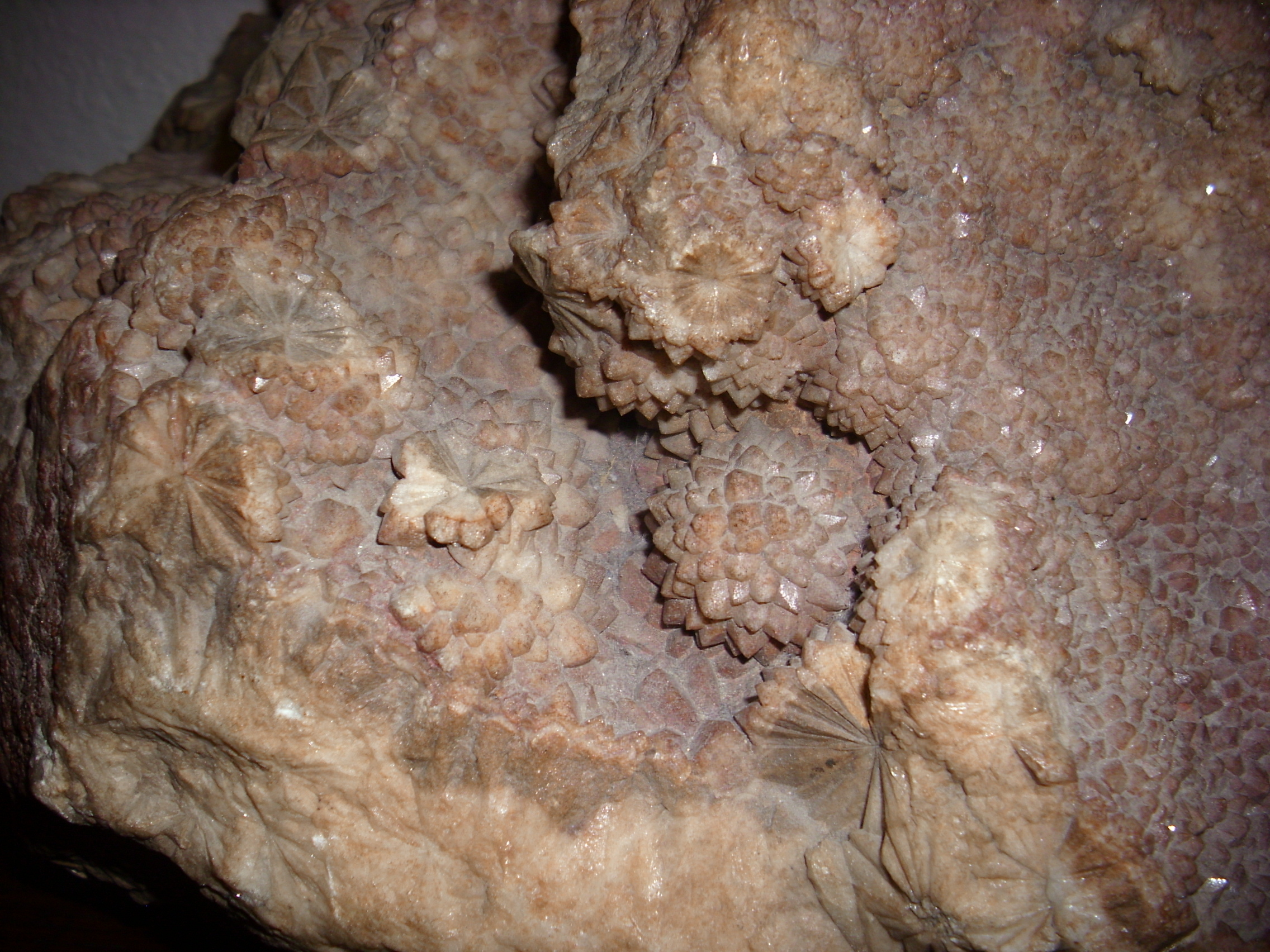
Hvězdovec nalezený na Strážníku u Peřimova. Vystaven v Krkonošském muzeu Jilemnice.

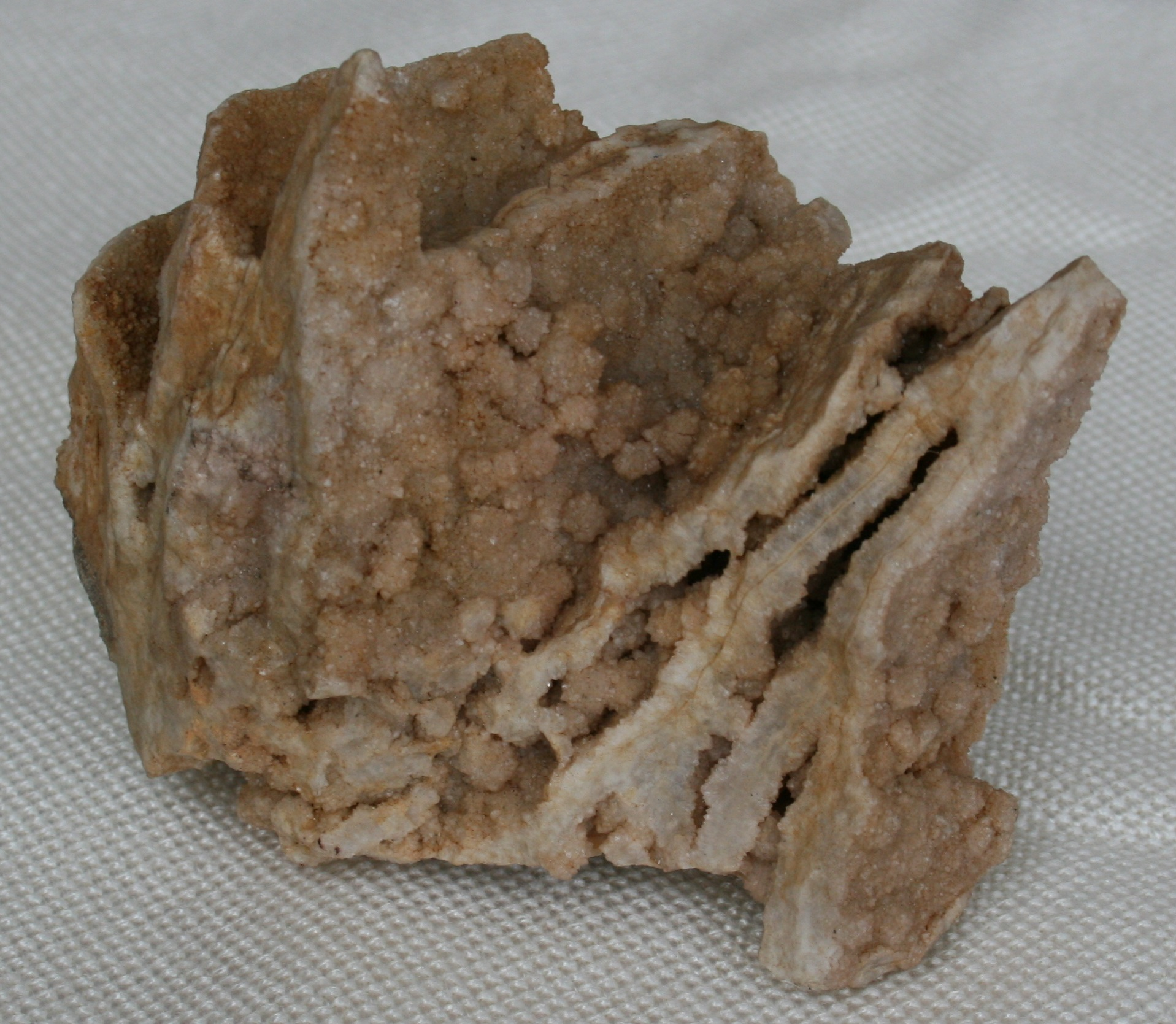
Hvězdovec nalezený na Strážníku u Peřimova. Exponát pochází ze sbírky manželů Válkových.

Vrch Strážník dostal své jméno (podobně jako další místa v okolí) pravděpodobně díky strážné věži stojící zde již ve 12. století a chránící obchodní stezku, která vedla přes Krkonoše a fungovala již v 11. století. V polovině 19. století byly v Podkrkonoší vedeny geologické průzkumy, během kterých byl objeven i hvězdovec. Jeho objev je připisován Emilu Porthovi. Hned několik autorů, př. A. E. Reuss či František Pošepný, se v roce 1857 o tomto vzácném kameni ve svých publikacích zmiňuje. Další literární zmínka o hvězdovci pochází z roku 1859, kdy jej prof. Zepharovich v knize Mineralogisches Lexicon für das Kaiserthum Österreich popsal jako velmi zajímavou a nedávno nalezenou formu křemene mezi obcemi „Peržimow“ a „Kundratitz“. V druhém vydání z roku 1873 zpravuje o hvězdovci („Sternquarz“) nalezeném na vrchu „Strašnik“ u obce „Peržimov“ (jinde v knize „Peřimov“), jen jako o zbývajících fragmentech nerostu v místě žíly. Podobně Johann Jokély se v roce 1861 zmiňuje o této lokalitě, kde by však měly zbývat jen úlomky na výchozu žíly. V letech 1890-1894 bylo v místě naleziště obdělávané pole, na kterém hledači působili hospodáři F. Mařasovi škody. V roce 1897 se stala lokalita majetkem továrníka Alvina Gerla, jenž nechal místo zalesnit. V letech 1932-1933 zaměstnanci firmy Gerl z Hájů, které pozemek stále patřil, při pokusné těžbě písku nalezli hvězdovce. Místo bylo vystaveno kopání místních sběratelů i najatých hledačů a byl tím ničen borový les, proto se firma rozhodla výkopy zakázat a v roce 1934 nechala místo zaházet zeminou a osázet jedlemi. Již po druhé světové válce se o Stážníku uvažovalo jako o možném lomu, proto byl proveden geologický průzkum. Prof. Vachtl v posudku na projektovaný lom v roce 1947 uvedl, že není známo přesné místo, kde se hvězdovec nachází. Po zestátnění lesů v 50. letech 20. století bylo na lokalitě velmi často kopáno. V roce 1959 až 1960 byl na místě proveden průzkum zkušebními sondami Státním geologickým ústavem; bylo provedeno celkem 5 vrtů do hloubky 10 až 48 m. Naleziště bylo také protaženo rypadlem-buldozerem. Sondy ani rýpání v zemi nebylo úspěšné, hvězdovce nebyly nalezeny – možná z důvodu nepřesné lokalizace naleziště. 300 m od kóty Strážník byly nalezeny úlomky hvězdovce.
Do roku 1944 měla na kopci stát mapovací věž, která byla v roce 1944 stržena a v roce 1946 znovu postavena československými vojáky. Dnes na vrcholu stojí vysílač.
24. srpna 1963 byla lokalita vyhlášena jako chráněná výnosem Ministerstva školství a kultury, ovšem již v roce 1968 zde národní podnik Atria vykonal těžbu hvězdovce pro komerční účely. Při tomto destruktivním zásahu byla použita těžká technika a vydrancované naleziště bylo po těžbě zahrnuto. V 80. letech byl proveden ještě jeden výzkum, a to národním podnikem Geoindustria, který se snažil ověřit kvalitu melafyru jako dekoračního kamene. Kvalita však nebyla dostatečná pro těžbu. V roce 1987 bylo území převedeno do kategorie NPP (Národní přírodní památka). V současnosti jsou místa již dlouhou dobu zahrnutá, na místě se však ojediněle pokoušejí hledat sběratelé.

## Přírodní poměry
Z hlediska geomorfologie (dle Demka) se toto území zařazuje do celků: Česká vysočina, Krkonošsko-jesenická soustava (Sudetská soustava): Krkonošská podsoustava (Západní Sudety): Krkonošské podhůří: Podkrkonošská pahorkatina: Lomnická Vrchovina. Pedologicky je území zařazeno v přírodní lesní oblasti č.23 – Podkrkonoší, vyskytují se zde kyselé variety kambizemě se znaky slabého oglejení, doplněné rankery a litozeměmi. Biogeografické členění podle Culka oblast označuje jako Podkrkonošský bioregion.

### Geologie
Z geomorfologického hlediska patří vrch Strážník (610,4 m n. m.) do lomnicko-trutnovské pahorkatiny. Ta je zde tvořena permokarbonem s převažujícím permem, typickým červenohnědým zbarvením půd. Vrcholová část Strážníku je tvořená vyvřelými horninami melafyry (= paleobazalty) mocnými několik desítek metrů. Útvar je spodnopermského stáří vznikl před 260–270 miliony let (mladší prvohory). Strážník byl nad okolí vyzvednut pohyby na zlomech v Podkrkonoší, které byly spojeny s alpínským vrásněním. V západní části Strážníku lze nalézt melafyrové výchozy. Asi 2 km dlouhá výrazná stěna je mrazovou erozí rozčleněna do menších celků, hradbovitých bloků a protáhlých pilířů. Oddělující se bloky padající dolů vytváří kamenná moře. V dutinách melafyru se běžně vyskytuje parageneze minerálů, např. chalcedon a křemeny. Těleso je v místě NPP prostoupeno hydrotermální žílou, ve které se nachází i drůzy jedinečná krystalografické formy křemene, hvězdovce. Místo, kde vychází žíla na povrch a nalézají se hvězdovce, se nazývá hvězdná paseka a je jen asi 30 × 40 m rozsáhlá. Kromě hvězdového křemene zde byly nalezeny i ametyst, chalcedon, tmavé krystaly záhnědy.

#### Hvězdovec

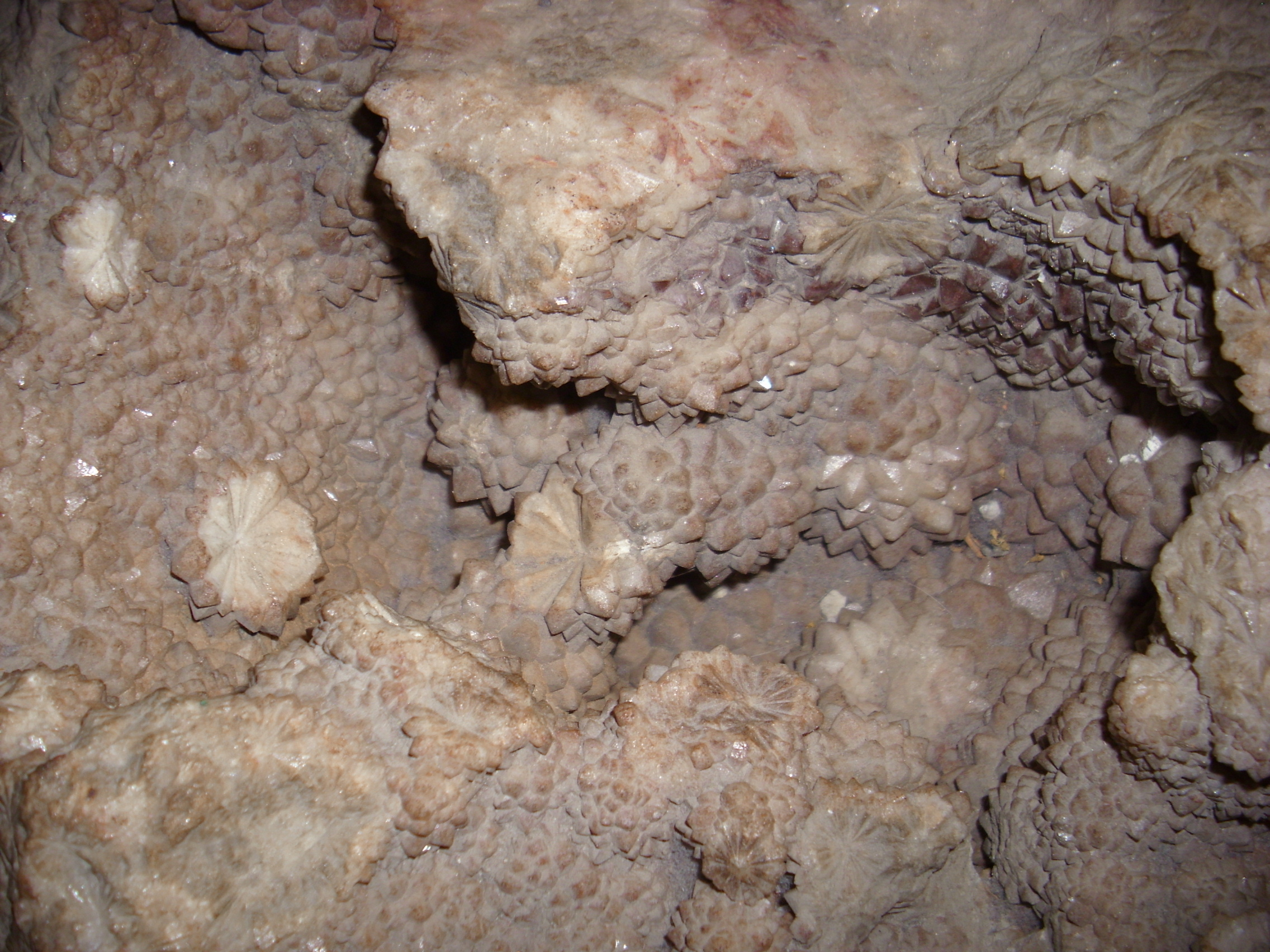
Hvězdovec nalezený na Strážníku u Peřimova. Vystaven v Krkonošském muzeu Jilemnice.

Hvězdovec, nazývaný také hvězdový křemen, je unikátní makroskopickou formou radiálně paprsčitého α-křemene. Vznikl v místě, kde do trhliny bazaltového tělesa vnikly hydrotermální roztoky. Na okrajích žíly hvězdovec přechází v jiné, běžné formy křemene. Vytváří od středu se klínovitě rozšiřující sloupečky dlouhé až několik cm, seskupené do hvězdicovitých útvarů. Některé hvězdice vyrostly vzácněji jako jednotlivé menší kulovité útvary nazývané hvězdičky či jiskřičky. Tyto útvary vznikly velmi pomalou krystalizací za vhodných podmínek, bez prostorového omezení. Častěji se vyskytují agregáty vzniklé krystalizací z více center. Některé v dutinách vyrostlé hvězdy jsou zakončeny špičatými klencovými plochami. Hvězdovec má mléčně bílou, nažloutlou, béžovou až světle hnědou barvu. Některé hvězdy mohou mít i nádechy fialové nebo růžové. Některé nalezené hvězdovce ve středu hvězdy ukrývaly malý ametyst nebo křišťál.
Hvězdovce byly nalezeny také u Dobešovic a Bohouňovic nedaleko Kolína, u Košova poblíž Lomnice nad Popelkou nebo na Kozákově, nicméně lokalita Strážník je nalezištěm nejhezčích exponátů hvězdového křemene. Ukázky hvězdovce lze nalézt například v Krkonošském muzeu v Jilemnici.

### Flora

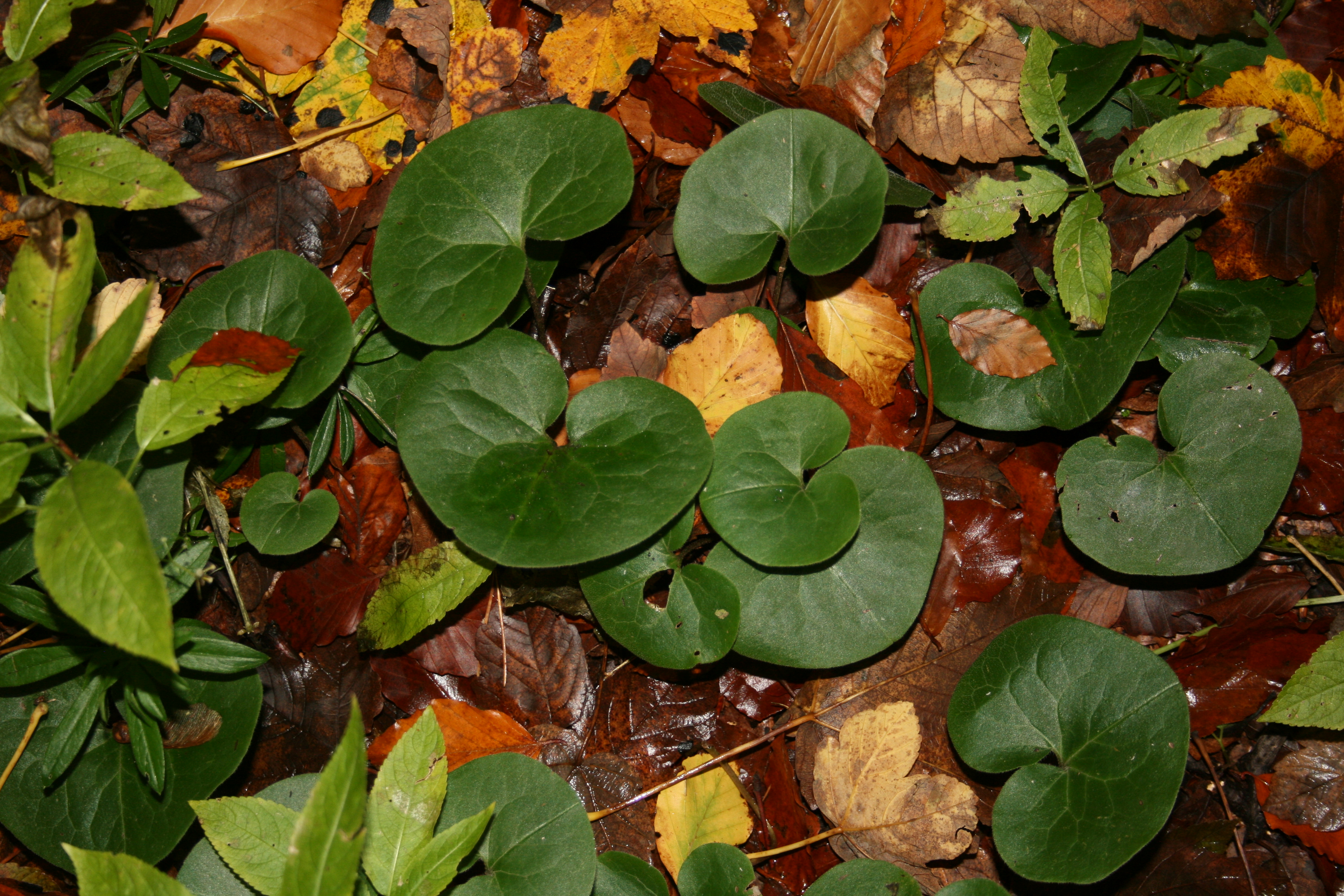
Kopytník evropský (Asarum europaeum), nalezen v NPP Strážník u Peřimova.

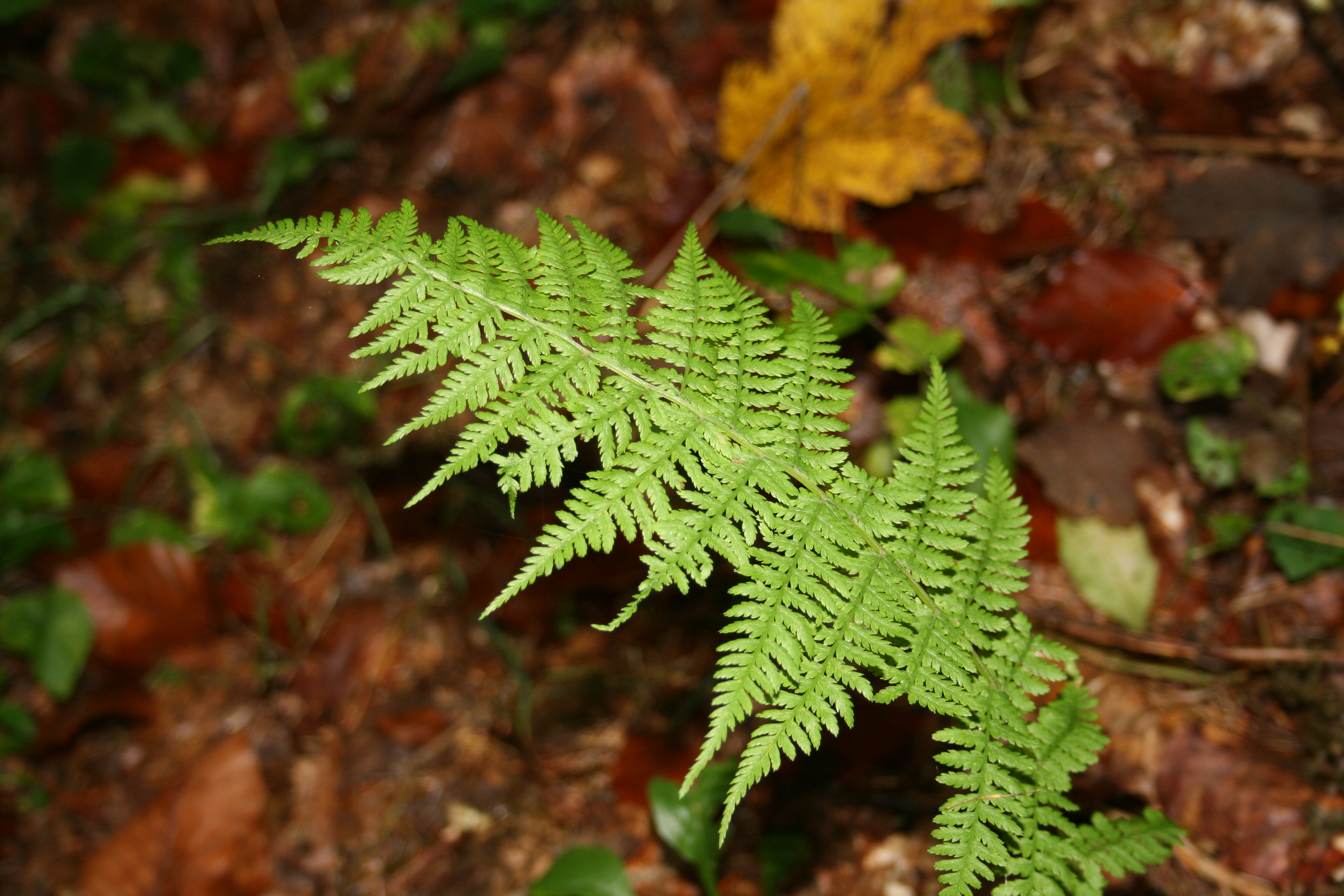
Papratka samičí (Athyrium filix-femina), nalezena v NPP Strážník u Peřimova.

Celkem bylo na území NPP Strážník v roce 2011 nalezeno 132 taxonů cévnatých rostlin, z čehož 6 je uvedeno v Červeném seznamu - jedle bělokorá (Abies alba), lýkovec jedovatý (Daphne mezereum), kruštík širolistý pravý (Epipactis helleborine), svízel okrouhlolistý (Galium rotundifolium), hruštička menší (Pyrola minor) a jilm horský (Ulmus glabra). Původně se na území NPP Strážník vyskytovaly bohaté jedlové bučiny, které byly později nahrazeny smrkovou monokulturou. V podrostu se však zachovaly některé rostliny vázané na původní skladbu lesa, např. kopytník evropský (Asarum europaeum), svízel vonný (Galium odoratum) či vraní oko čtyřlisté (Paris quadrifolia). Ze stromů a keřů zde roste smrk ztepilý (Picea abies), borovice lesní (Pinus sylvestris), borovice vejmutovka (Pinus strobus), buk lesní (Fagus sylvatica), javor klen (Acer pseudoplatanus), javor mléč (Acer platanoides), modřín opadavý (Larix decidua), dub zimní (Quercus petraea), dub letní (Quercus robur), jasan ztepilý (Fraxinus excelsior), lípa srdčitá (Tilia coradata), bříza bělokorá (Betula pendula), líska obecná (Corylus avellana), hloh obecný (Crataegus laevigata), střemcha obecná (Prunus padus), trnka obecná (Prunus spinosa), bez černý (Sambucus nigra), bez červený (Sambucus racemosa). Dále byl zaznamenán výskyt například druhů bršlice kozí noha (Aegopodium podagraria), zběhovec plazivý (Ajuga reptans), kerblík lesní (Anthriscus sylvestris), papratka samičí (Athyrium filix-femina), třtina křovištní (Calamagrostis epigejos), třtina chloupkatá (Calamagrostis villosa), zvonek řepkovitý (Campanula rapunculoides), pcháč oset (Cirsium arvense), pcháč bahenní (Cirsium palustre), pcháč obecný (Cirsium vulgare), konvalinka vonná (Convallaria majalis), svída krvavá (Cornus sanguinea), srha laločnatá (Dactylis glomerata), náprstník červený (Digitalis purpurea), kapraď osténkatá (Dryopteris carthusiana), kapraď rozložená (Dryopteris dilatata), kapraď samec (Dryopteris filix-mas), vrbovka úzkolistá (Epilobium angustifolium), vrbovka horská (Epilobium montanum), přeslička lesní (Equisetum sylvaticum), pryšec chvojka (Euphorbia cyparissias), kostřava (Festuca spp.), jahodník truskavec (Fragaria moschata), jahodník obecný (Fragaria vesca), pitulník horský (Galeobdolon montanum), kakost smrdutý (Geranium robertianum), kuklík městský (Geum urbanum), břečťan popínavý (Hedera helix), bolševník obecný (Heracleum sphondylium), jestřábník zední (Hieracium murorum), jestřábník savojský (Hieracium sabaudum), třezalka tečkovaná (Hypericum perforatum), netýkavka nedůtklivá (Impatiens noli-tangere), netýkavka malokvětá (Impatiens parviflora), hluchavka skvrnitá (Lamium maculatum), hrachor luční (Lathyrus pratensis), hrachor lesní (Lathyrus sylvestris), hrachor jarní (Lathyrus vernus), lupina mnoholistá (Lupinus polyphyllus), šťavel kyselý (Oxalis acetosa), devětsil bílý (Petasites albus), jitrocel větší (Plantago major), lipnice hajní (Poa nemoralis), kokořík přeslenitý (Polygonatum verticillatum), černohlávek obecný (Prunella vulgaris), plicník tmavý (Pulmonaria obscura), pryskyřník prudký (Ranunculus acris), ostružiník (Rubus spp.), krtičník hlíznatý (Scrophularia nodosa), starček Fuchsův (Senecio ovatus), starček lepkavý (Senecio viscosus), vratič obecný (Tanaceum vulgare), podběl lékařský (Tussilago farfara), kopřiva dvoudomá (Urtica dioica), brusnice borůvka (Vaccinium myrtillus), rozrazil (Veronica spp.), vikev ptačí (Vicia cracca), violka (Viol spp.).

### Fauna

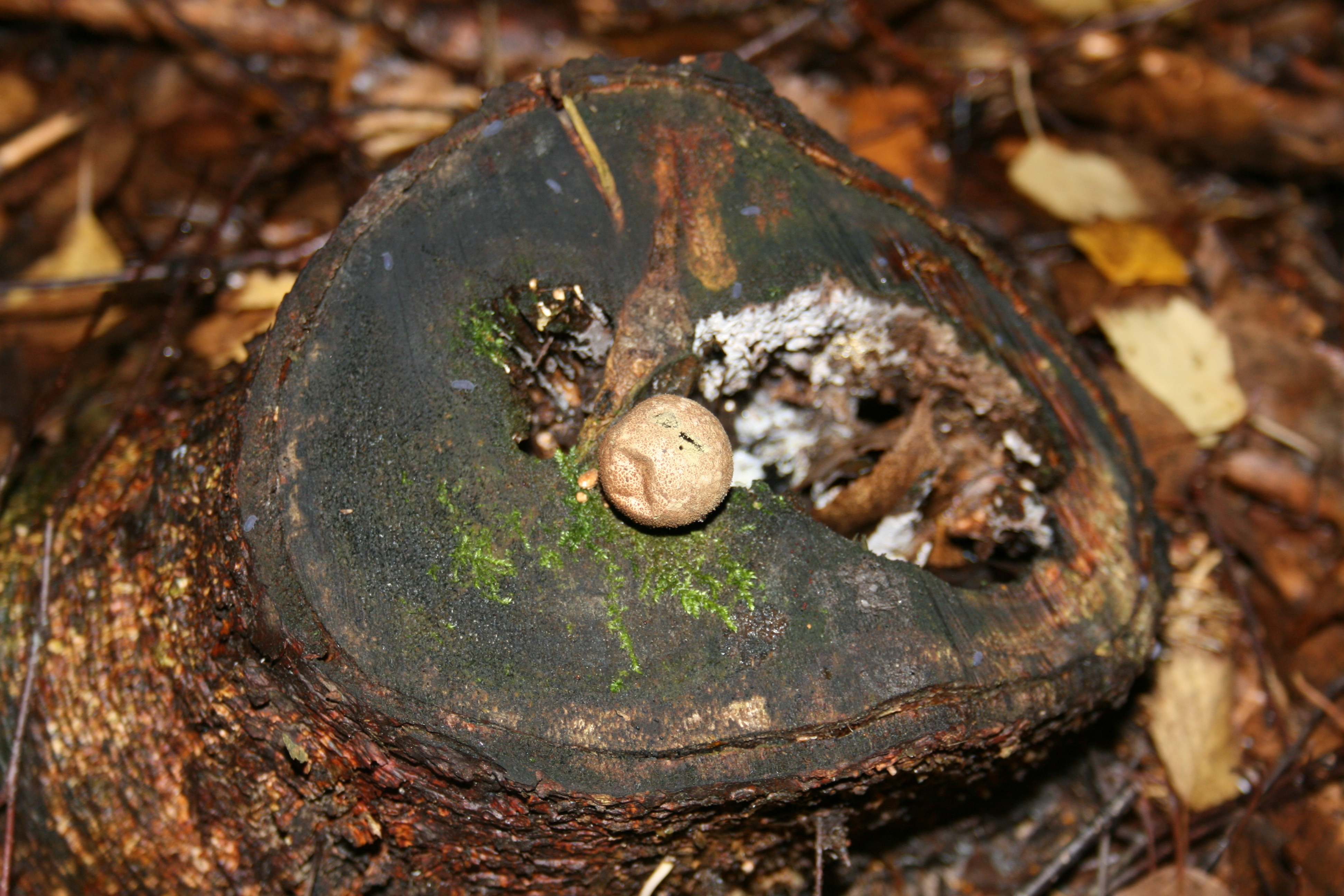
Pestřec (Scleroderma sp.), nalezen v NPP Strážník u Peřimova.

Z ohrožených živočichů byl zaznamenán výskyt čápa černého (Ciconia nigra), který však již své hnízdo opustil, dále je možné spatřit jestřába lesního (Accipiter gentilis), krahujce obecného (Accipiter nisus), krkavce velkého (Corvus corax) a veverku obecnou (Sciurus vulgaris).

### Mykologie

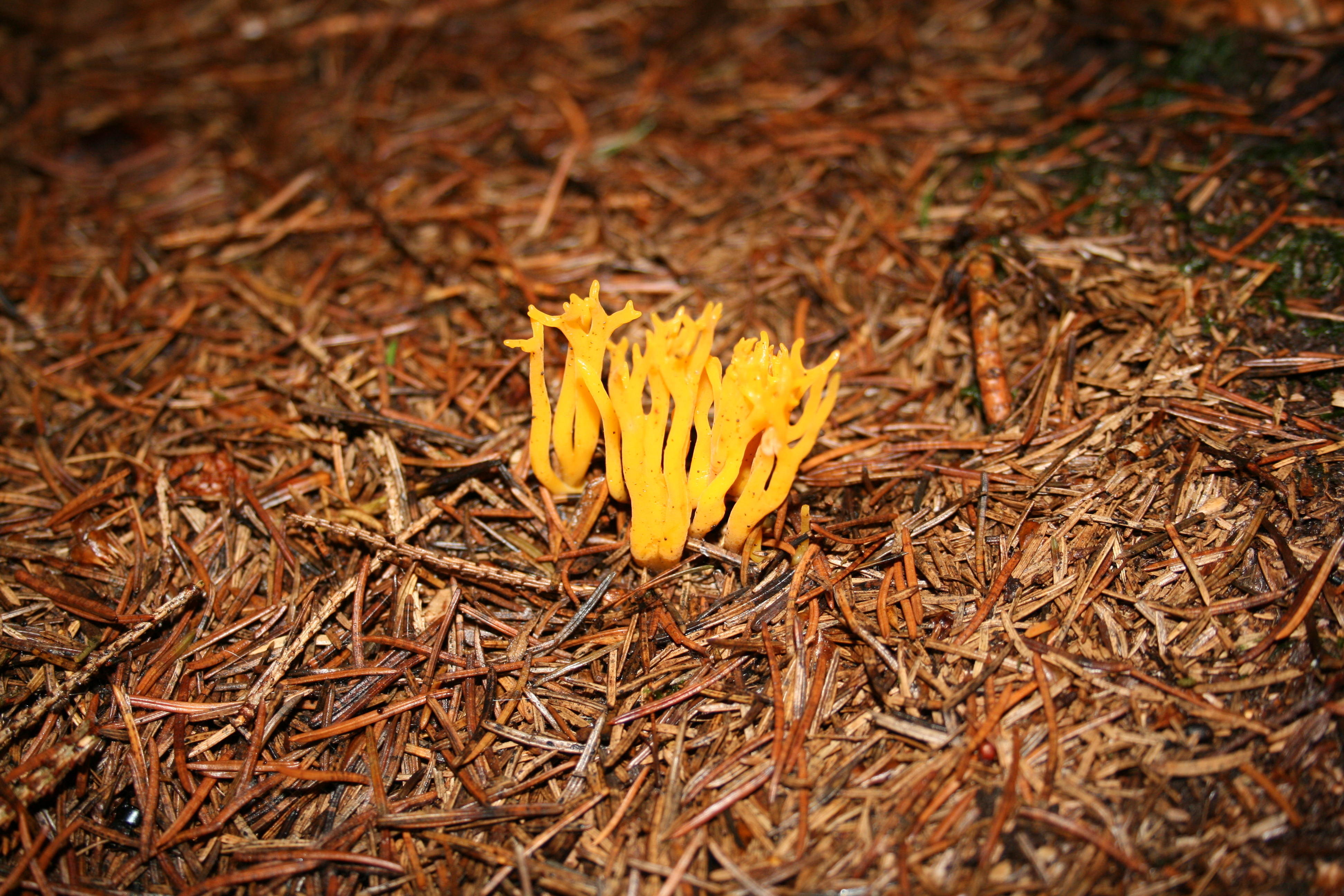
Krásnorůžek (Calocera sp.), nalezen v NPP Strážník u Peřimova.

V roce 2014 byl v NPP Strážník proveden inventarizační mykologický průzkum. Nalezeny byly například druhy: oranžovka vřetenovýtrusá (Byssonectria fusispora), liška obecná (Cantharellus cibarius), krásnorůžek lepkavý (Calocera viscosa), kuřátečka (Clavulina spp.), troudnatec kopytovitý (Fomes fomentarius), lesklokorka ploská (Ganoderma applanatum), bělochoroše (Oligoporus spp., Postia), kuřátka Invalova (Ramaria eumorpha), klanolístka obecná (Schizophyllum commune), pevník chlupatý (Stereum histurum), pevník krvavějící (Stereum sanguinolentum), outkovka pestrá (Trametes versicolor), dřevnatka parohatá (Xylaria hypoxylon), dřevnatka kyjovitá (Xylaria polymorpha), muchomůrky citrónová, oranžová, červená, růžovka a šedivka (Amanita spp.), strmělky (Clitocybe spp.), hnojníky (Coprinus spp.), penízovky (r. Clitocybe, Collybia, Gymnopus, Megacollybia, Rhodocollybia, Strobilurus), třepenitka svazčitá (Hypholoma fasciculare), lakovka ametystová (Laccaria amehystina), ryzce (Lactarius spp.), helmovky (Mycena spp.), čechratka černohuňatá (Paxillus atromentosus), holubinky namodralá (Russula spp.), černající, hlínožlutá; hřiby hnědý, smrkový, kovář, plstnatý (Boletus spp.), slizáky mazlavý (Gomphidius glutinosus) a lepkavý (Chroogomphus rutilis), hřib peprný (Chalciporus piperatus), hřib žlutomasý (Xerocomellus chrysenteron), pýchavka obecná (Lycoperdon perlatum), pestřec prášivkovitý (Scleroderma bovista) a další.

## Ochrana přírody

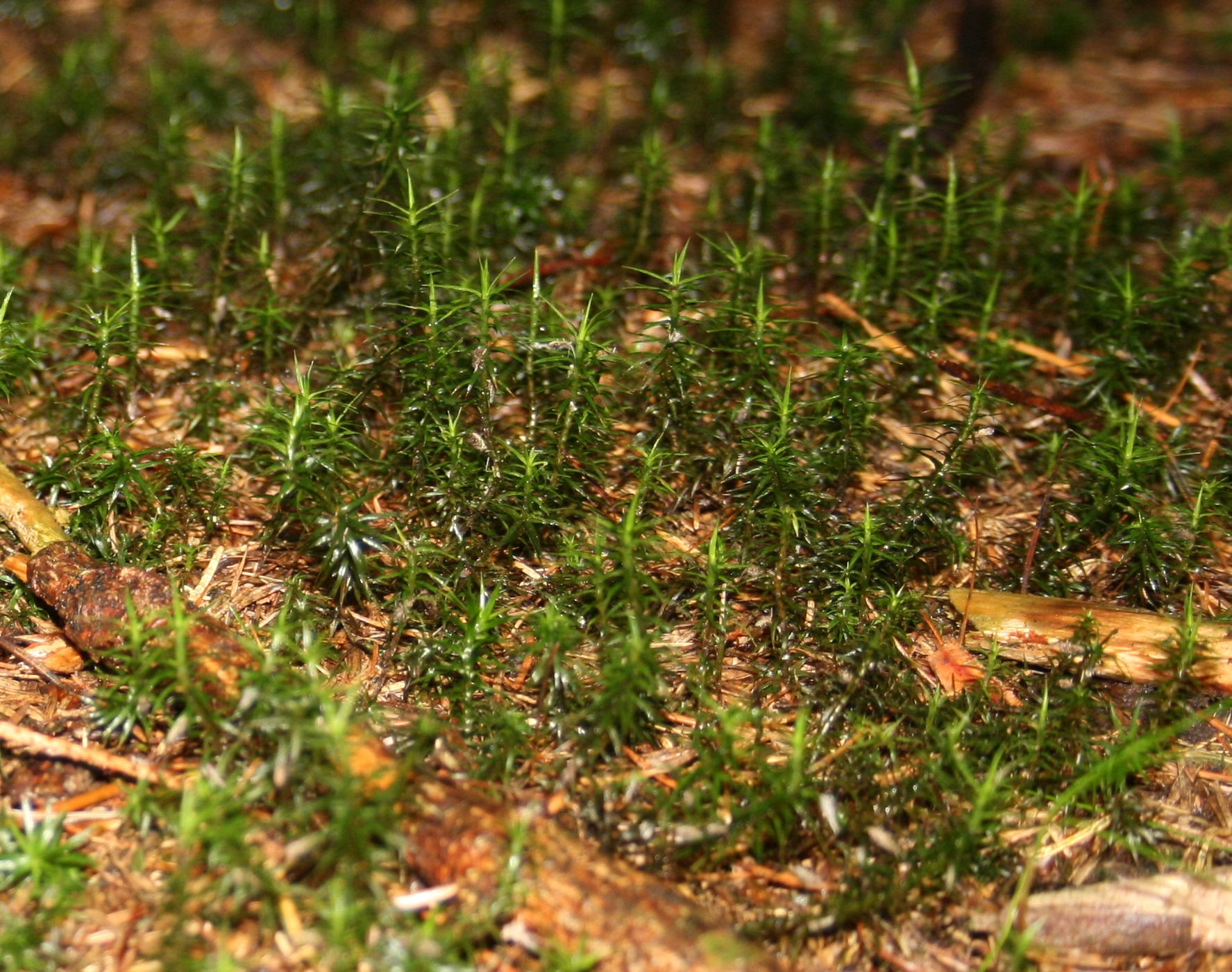
Ploník obecný (Polytrichum commune), nalezen v NPP Strážník u Peřimova.

Předmětem ochrany tohoto území je ochrana naleziště hvězdovce. Poprvé došlo k vyhlášení ochrany této lokality 24. srpna 1963 výnosem Ministerstva školství a kultury (č.j. 35.702/63-V/2). V roce 1987 bylo území vyhlášeno jako NPP (Národní přírodní památka). V minulosti došlo k monokulturní výsadbě smrku ztepilého, na místě se dnes stromy pro hospodářské účely netěží, skladba lesa však zůstala změněna. Území leží v lesní oblasti č. 23 – Podkrkonoší, na místě by se měly (podle Průši) přirozeně nacházet bohaté jedlové bučiny se zastoupením buku lesního asi 60 % (současný stav 9 %), jedle bělokoré 40 % (současný stav necelé 1 %), zastoupen by měl být i javor klen 1 % (dnes 10 %). Smrk ztepilý, který dnes zaujímá okolo 70 %, stejně jako borovice lesní (dnes 5 %) by se neměly v této oblasti přirozeně vyskytovat vůbec.

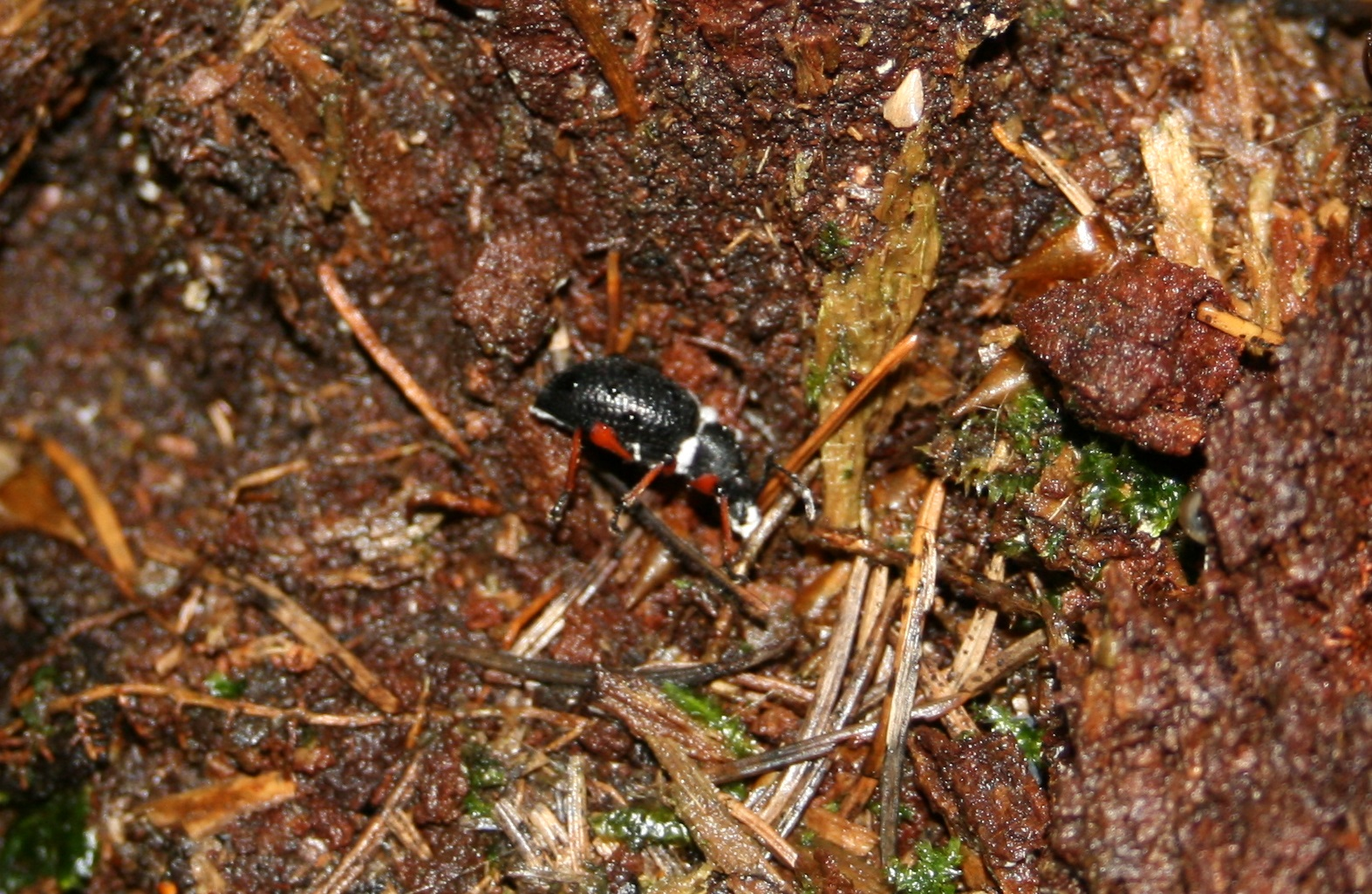
Lalokonosec černý (Otiorhynchus coecus), nalezen v NPP Strážník u Peřimova.

Je doporučeno postupné zvyšování podílu listnatých dřevin a směřování k přirozené druhové skladbě lesa. Toho by mělo být dosaženo pomocí přirozené i umělé obnovy, sadby, obnovní těžby, výchovy porostů, plocení malých stromků. Přirozené zmlazování i umělé výsadby listnatých dřevin a jedlí významně ztěžuje přemnožená zvěř (srny, divoká prasata). Na území této lokality je povoleno vykonávat myslivost, zejména vedoucí k redukci spárkaté zvěře. Změna druhové skladby lesa je žádoucí pro zvýšení odolnosti porostu, a tak snížení dopadů eroze. Z lokality by měla být odstraňována lupina mnoholistá. Na místě by mělo být udržováno značení hranic chráněného území červenými pruhy. Pro ochranu naleziště hvězdovce je nutné zamezit nelegálnímu sběru (provádění kontrol).